# 朱厚泽

朱厚泽

朱厚泽（1931年1月—2010年5月9日），贵州织金人，中华人民共和国政治人物，原中共中央宣传部部长。中共十二届候补中央委员、中央委员。
朱厚泽于1949年加入中国共产党，同年肄业于贵阳师范学院史地系。1964年在四清运动中被开党籍、下放劳动。1978年平反后，曾任中共贵阳市委书记等职。1983年任贵州省委书记，负责经济建设。当年贵州省工业总产值增长18%，从而引起胡耀邦等高层注意。1985年4月，出任贵州省委书记。同年8月，出任中共中央宣传部部长，成为胡耀邦的重要助手。在任期间，他曾提出“三宽论”（宽厚、宽容、宽松）方针，以放宽对文艺界与学术界的限制。1987年2月在反对资产阶级自由化运动中被解职，改任国务院农村发展研究中心副主任，后在中共十三大上落选中央委员。1988年，赵紫阳创造机会使其复出，于是他又担任全国总工会第一副主席、书记处第一书记。1989年12月被免去领导职务。2010年5月9日凌晨因病在北京逝世。2014年，《朱厚泽文存》由北京世界图书出版公司发行。